# Paracomeca fuscata
Paracomeca fuscata är en insektsart som beskrevs av Robert Malcolm Laing 1923. Paracomeca fuscata ingår i släktet Paracomeca och familjen spetsbladloppor. Inga underarter finns listade i Catalogue of Life.